# Festival Internacional de Cine de San Sebastián 1985
La 33.ª edición del Festival Internacional de Cine de San Sebastián se celebró entre el 19 y el 29 de septiembre de 1985. En esta edición el Festival recuperó la máxima categoría A (festival competitivo no especializado) de la FIAPF. Además de la sección oficial, también se creó una nueva sección: a la Zabaltegi o Zona abierta.

## Desarrollo
Se inauguró el 19 de septiembre por el alcalde de San Sebastián Ramón Labayen Sansinenea y se proyectó fuera de concurso El honor de los Prizzi de John Huston. Visitaron el festival Jacqueline Bisset con Alexander Godunov, Patxi Bisquert y Adolfo Marsillach. El día 20 se proyectaron Stín kapradiny y La Vie de famille, en la sección oficial, y Uramisten, Die Frau un der Fremde y Visages de femmes en las zabaltegis. El 21 Ran y Golfo de Vizcaya en la sección oficial y Casablanca, Casablanca, Les Nanas y La historia oficial en las zabaltegis. El día 22 se exhibieron Yesterday y El ladrón de Bagdad (con música de la Orquestra Sinfónica de Barcelona dirigida por Carl Davis) de la sección oficial y Caso cerrado, Una novia para David y Idí i smotrí. El día 22 proyectaron La Corte de Faraón y Gesher Tzar Me'od en la sección oficial, y el 23 La vieja música y Los días de junio en la sección oficial y Casas Viejas en la de Nuevos Realizadores. También visitaron el festival Stefania Sandrelli, a quien le fue entregada la Concha de Plata a la mejor actriz que no recogió el 1969 por su papel en L'amante di Gramigna.
El día 25 fueron proyectadas de la sección oficial Extramuros y Macho y hembra, y por la noche Cocoon, fuera de concurso, y de los zabaltegis Malambo, Frida, naturaleza viva y Kalabaza Tripontzia. Visitaron el Festival los actores Don Ameche y Dominique Sanda. El día 26 se proyectaron Los motivos de Luz, La ciudad y los perros y Silverado en la sección oficial, y Uspekh y Colpo di fulmine en las Zabaltegis. Los actos festivos del festival, pero, se vieron afectados per la vaga general decretada por la izquierda abertzale a causa del atentado del hotel Monbar en Bayona el día 25 y en el que cuatro miembros de ETA fueron muertos por el GAL. El día 27, aunque los incidentes de la jornada anterior entre manifestantes y policía, se decidió mantener el programa del festival y se proyectaron Zina, Figlio mio infinitamente caro y Otra vuelta de tuerca de la sección oficial, y El suizo – un amour en Espagne en la de Nuevos Realizadores. En la gala de clausura asistió Kelly LeBrock, Ben Cross, Brenda Vaccaro y Giuliano Gemma. El día 28 se proyectaron Les Trottoirs de Saturne y se entregaron los premios.

## Jurados
Jurado de la Sección Oficial
- Norma Aleandro
- André Delvaux
- Pál Gábor
- Ugo Tognazzi
- Imanol Uribe
- Manuel Vázquez Montalbán
- Haskell Wexler

## Películas

### Sección Oficial
Las 16 películas siguientes compitieron para el premio de la Concha de Oro a la mejor película:
| Título en España              | Título original               | Director(es)             | País           |
| ----------------------------- | ----------------------------- | ------------------------ | -------------- |
| Extramuros                    | Extramuros                    | Miguel Picazo            | España         |
| Figlio mio infinitamente caro | Figlio mio infinitamente caro | Valentino Orsini         | Italia         |
| Golfo de Vizcaya              | Golfo de Vizcaya              | Javier Rebollo           | España         |
| La ciudad y los perros        | La ciudad y los perros        | Francisco J. Lombardi    | Perú           |
| La Corte de Faraón            | La Corte de Faraón            | José Luis García Sánchez | España         |
| La Vie de famille             | La Vie de famille             | Jacques Doillon          | Francia        |
| La vieja música               | La vieja música               | Mario Camus              | España         |
| Las veredas de Saturno        | Les Trottoirs de Saturne      | Hugo Santiago            | Francia        |
| Los días de junio             | Los días de junio             | Alberto Fischerman       | Argentina      |
| Los motivos de Luz            | Los motivos de Luz            | Felipe Cazals            | México         |
| Macho y hembra                | Macho y hembra                | Mauricio Walerstein      | Venezuela      |
| On a Narrow Bridge            | Gesher Tzar Me'od             | Nissim Dayan             | Israel         |
| Otra vuelta de tuerca         | Otra vuelta de tuerca         | Eloy de la Iglesia       | España         |
| Shades of Fern                | Stín kapradiny                | František Vláčil         | Checoslovaquia |
| Yesterday                     | Yesterday                     | Radosław Piwowarski      | Polonia        |
| Zina                          | Zina                          | Ken McMullen             | Reino Unido    |

### Fuera de competición
Las películas siguientes fueron seleccionadas para ser exhibidas fuera de competición: 
| Título en España                  | Título original           | Director(es)    | País    |
| --------------------------------- | ------------------------- | --------------- | ------- |
| El honor de los Prizzi            | Prizzi's Honor            | John Huston     | EE. UU. |
| Regreso al futuro                 | Back to the Future        | Robert Zemeckis | EE.UU.  |
| Cocoon                            | Cocoon                    | Ron Howard      | EE.UU.  |
| Buscando a Susan desesperadamente | Desperately Seeking Susan | Susan Seidelman | EE.UU.  |
| Ran                               | Ran                       | Akira Kurosawa  | Japón   |
| Silverado                         | Silverado                 | Lawrence Kasdan | EE.UU.  |
| El ladrón de Bagdad               | The Thief of Bagdad       | Raoul Walsh     | EE.UU.  |

### Otras secciones oficiales

#### Zabaltegi[18]
| Título en España            | Título original            | Director(es)   | País      |
| --------------------------- | -------------------------- | -------------- | --------- |
| Babel opéra                 | Babel opéra                | André Delvaux  | EE.UU.    |
| La mujer y el extraño       | Die Frau und der Fremde    | Rainer Simon   | RFA       |
| Frida, naturaleza viva      | Frida, naturaleza viva     | Paul Leduc     | México    |
| Masacre: Ven y mira         | Idi i smotri               | Elem Klimov    | URSS      |
| La historia oficial         | La historia oficial        | Luis Puenzo    | Argentina |
| Latino                      | Latino                     | Haskell Wexler | EE.UU.    |
| Malambo                     | Malambo                    | Milan Dor      | Austria   |
| Subway. En busca de Freddy  | Subway. En busca de Freddy | Luc Besson     | Francia   |
| La rosa púrpura de El Cairo | The Purple Rose of Cairo   | Woody Allen    | EE.UU.    |
| The Philadelphia Attraction | Uramisten                  | Péter Gárdos   | Hungría   |

#### Zabaltegi-Nuevos Realizadores[19]
| Título en España               | Título original                | Director(es)                       | País            |
| ------------------------------ | ------------------------------ | ---------------------------------- | --------------- |
| Un amor en Casablanca          | Casablanca, Casablanca         | Francesco Nuti                     | Italia          |
| Casas viejas                   | Casas viejas                   | José Luis López del Río            | España          |
| Caso cerrado                   | Caso cerrado                   | Juan Caño Arecha                   | España          |
| Colpo di fulmine               | Colpo di fulmine               | Marco Risi                         | Italia          |
| Désir                          | Désir                          | Jean-Paul Scarpitta                | Francia         |
| Ete und Ali                    | Ete und Ali                    | Peter Kahane                       | RDA             |
| La calabaza mágica             | Kalabaza Tripontzia            | Juan Bautista Berasategi Luzuriaga | España          |
| El suizo – un amour en Espagne | El suizo – un amour en Espagne | Richard Dindo                      | RFA             |
| Les Nanas                      | Les Nanas                      | Annick Lanoë                       | Francia         |
| Uspekh                         | Uspekh                         | Konstantin Khudiakov               | URSS            |
| Pequeña revancha               | Pequeña revancha               | Olegario Barrera Monteverde        | Venezuela       |
| Una novia para David           | Una novia para David           | Guillermo Orlando Rojas            | Cuba            |
| Visages de femmes              | Visages de femmes              | Désiré Écaré                       | Costa de Marfil |

#### Retrospectivas
Las retrospectivas de este año fueron tres: una en homenaje a Román Chalbaud, una llamada Cenizas y diamantes sobre éxitos de los años 1970 (como Trenes rigurosamente vigilados de Jiří Menzel, Deep End de Jerzy Skolimowski y El milagro de Anna Sullivan de Arthur Penn), y La guerra de Vietnam en el cine (46 películas).

## Palmarés

### Premios oficiales
Ganadores de la Sección Oficial del 33º Festival Internacional de Cine de San Sebastián de 1985:
- Concha de Oro: Yesterday de Radosław Piwowarski
- Concha de Oro (cortometraje): Exit de Pino Quartullo y Stefano Reali
- Concha de Plata
  - Los motivos de Luz de Felipe Cazals
  - La Corte de Faraón de José Luis García Sánchez
- Concha de Plata al mejor Director:  Francisco J. Lombardi por La ciudad y los perros
- Concha de Plata a la mejor Actriz: Mercè Sampietro, por Extramuros
- Concha de Plata al mejor Actor: Piotr Siwkiewicz, por Yesterday
- Premio CIGA para Nuevos Realizadores: Un amor en Casablanca de Francesco Nuti
  - Mención especial: La calabaza mágica de Juan Bautista Berasategi Luzuriaga
- Premio OCIC: Ran de Akira Kurosawa
- Premio FIPRESCI: Los días de junio de Alberto Fischerman
- Premio del Ateneo Guipuzcoano: Yesterday de Radosław Piwowarski
- Premio de la Sociedad Fotográfica de San Sebastián: 
  - Bryan Loftus por Zina
  - Javier Aguirresarobe por Golfo de Vizcaya
- Premio TVE a la mejor película iberoamericana: Pequeña revancha de Olegario Barrera Monteverde